# Nando Bruno
Nando Bruno, all'anagrafe Fernando Bruno (Roma, 6 ottobre 1895 – Roma, 10 aprile 1963), è stato un attore italiano.

## Biografia
Debuttò giovanissimo nell'avanspettacolo e nei varietà della capitale. Dopo un lungo periodo teatrale venne scritturato da Mario Mattoli, per partecipare al film L'ha fatto una signora (1938). In seguito sarà presente in una lunghissima serie di film, sempre in parti di caratterista; interpreterà anche ruoli di rilievo, come in Roma città libera (1946), a fianco di Andrea Checchi, L'onorevole Angelina (1947), accanto ad Anna Magnani, e Il delitto di Giovanni Episcopo (1947), che gli farà vincere il Nastro d'argento come migliore attore non protagonista. In quest'ultimo film l'attore recitò accanto ad Aldo Fabrizi, con cui lavorerà anche in altre pellicole.
Nel secondo dopoguerra alternò partecipazioni a film, varietà teatrali e televisive, nei primi anni delle trasmissioni della Rai. Negli anni cinquanta fu molto attivo in ruoli di secondo piano, impreziositi dal suo fare ora burbero ora bonario, tipicamente romanesco, spesso accanto ad Alberto Sordi, in film come Ladro lui, ladra lei (1957) di Luigi Zampa, Il vedovo (1959) di Dino Risi, e Il vigile (1960) di Zampa. Morì a Roma per leucemia nel 1963, a 67 anni, mentre era ancora in attività. È sepolto nel cimitero del Verano.

## Filmografia

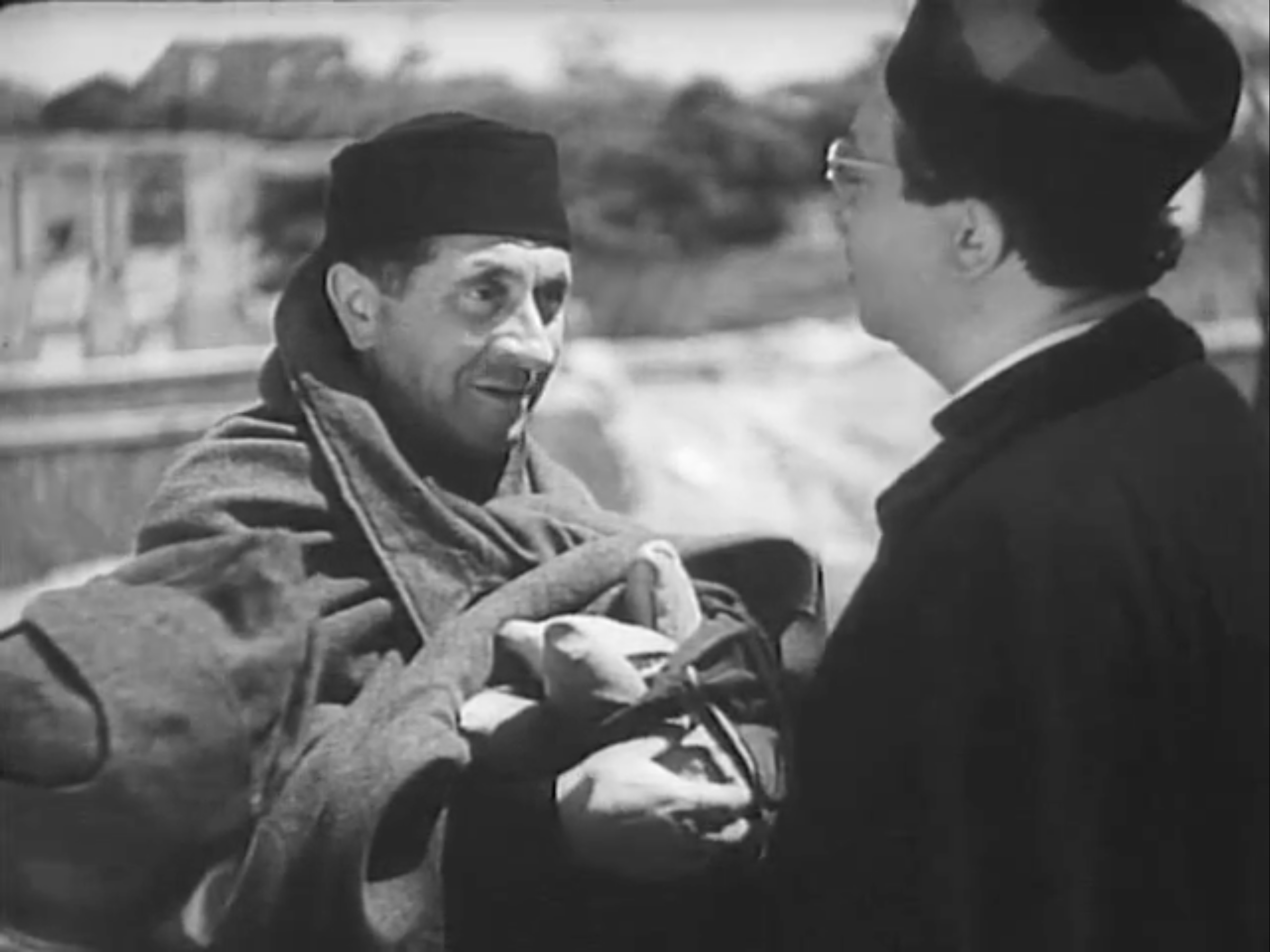
Nando Bruno con Aldo Fabrizi in Roma città aperta (1945)

Nando Bruno con Fosco Giachetti in La vita ricomincia (1945)

- L'ha fatto una signora, regia di Mario Mattoli (1938)
- Montevergine, regia di Carlo Campogalliani (1939)
- Le sorprese del divorzio, regia di Guido Brignone (1939)
- Dora Nelson, regia di Mario Soldati (1939)
- Incanto di mezzanotte, regia di Mario Baffico (1940)
- Mare, regia di Mario Baffico (1940)
- L'imprevisto, regia di Giorgio Simonelli (1940)
- Due cuori fra le belve, regia di Giorgio Simonelli (1943)
- L'ultima carrozzella, regia di Mario Mattoli (1943)
- Silenzio, si gira!, regia di Carlo Campogalliani (1943)
- Gli assi della risata, epis. Il trionfo di Poppea, regia di Roberto Bianchi (1943)
- Roma città aperta, regia di Roberto Rossellini (1945)
- La vita ricomincia, regia di Mario Mattoli (1945)
- Partenza ore 7, regia di Mario Mattoli (1946)
- Roma città libera, regia di Marcello Pagliero (1946)
- Mio figlio professore, regia di Renato Castellani (1946)
- Il delitto di Giovanni Episcopo, regia di Alberto Lattuada (1947)
- Vivere in pace, regia di Luigi Zampa (1947)
- L'onorevole Angelina, regia di Luigi Zampa (1947)
- Come persi la guerra, regia di Carlo Borghesio (1947)
- Ladri di biciclette, regia di Vittorio De Sica (1948)
- Gioventù perduta, regia di Pietro Germi (1948)
- Natale al campo 119, regia di Pietro Francisci (1948)
- Se fossi deputato, regia di Giorgio Simonelli (1949)
- Emigrantes, regia di Aldo Fabrizi (1949)
- Anselmo ha fretta, regia di Gianni Franciolini (1949)
- La fiamma che non si spegne, regia di Vittorio Cottafavi (1949)
- I peggiori anni della nostra vita, regia di Mario Amendola (1949)
- Vogliamoci bene!, regia di Paolo William Tamburella (1950)
- Vent'anni, regia di Giorgio Bianchi (1950)
- Sambo, regia di Paolo William Tamburella (1950)
- Donne e briganti, regia di Mario Soldati (1950)
- Una bruna indiavolata, regia di Carlo Ludovico Bragaglia (1951)
- Signori, in carrozza!, regia di Luigi Zampa (1951)
- Buon viaggio, pover'uomo, regia di Giorgio Pàstina (1951)
- Bellezze a Capri, regia di Adelchi Bianchi (1951)
- Trieste mia!, regia di Mario Costa (1951)
- Buongiorno, elefante!, regia di Gianni Franciolini (1952)
- Imbarco a mezzanotte, regia di Andrea Forzano e Joseph Losey (1952)
- Cinque poveri in automobile, regia di Mario Mattoli (1952)
- A fil di spada, regia di Carlo Ludovico Bragaglia (1952)
- Una di quelle, regia di Aldo Fabrizi (1953)
- Stazione Termini, regia di Vittorio De Sica (1953)
- Lasciateci in pace, regia di Marino Girolami (1953)
- Scampolo '53, regia di Giorgio Bianchi (1953)
- L'incantevole nemica, regia di Claudio Gora (1953)
- L'età dell'amore, regia di Lionello De Felice (1953)
- Ivan, il figlio del diavolo bianco, regia di Guido Brignone (1953)
- La bella Otero, regia di Richard Pottier (1954)
- Ballata tragica, regia di Luigi Capuano (1954)
- Prima di sera, regia di Piero Tellini (1954)
- Papà Pacifico, regia di Guido Brignone (1954)
- Tempi nostri - Zibaldone n. 2, regia di Alessandro Blasetti (1954)
- Due notti con Cleopatra, regia di Mario Mattoli (1954)
- Destinazione Piovarolo, regia di Domenico Paolella (1955)
- Gli ultimi cinque minuti, regia di Giuseppe Amato (1955)
- Le signorine dello 04, regia di Gianni Franciolini (1955)
- Cortile, regia di Antonio Petrucci (1955)
- L'arte di arrangiarsi, regia di Luigi Zampa (1955)
- L'intrusa, regia di Raffaello Matarazzo (1955)
- Racconti romani, regia di Gianni Franciolini (1955)
- I giorni più belli, regia di Mario Mattoli (1956)
- La banda degli onesti, regia di Camillo Mastrocinque (1956)
- Due sosia in allegria, regia di Ignazio Ferronetti (1956)
- Donne, amore e matrimoni, regia di Roberto Bianchi Montero (1956)
- Primo applauso, regia di Pino Mercanti (1957)
- La ragazza del Palio, regia di Luigi Zampa (1957)
- Parola di ladro, regia di Gianni Puccini e Nanni Loy (1957)
- La corda d'acciaio, regia di Carlo Borghesio (1957)
- La corrida dei mariti, regia di Gilles Grangier (1957)
- Mogli pericolose, regia di Luigi Comencini (1958)
- Ladro lui, ladra lei, regia di Luigi Zampa (1958)
- Adorabili e bugiarde, regia di Nunzio Malasomma (1958)
- Fortunella, regia di Eduardo De Filippo (1958)
- Sorrisi e canzoni, regia di Luigi Capuano (1958)
- È arrivata la parigina, regia di Camillo Mastrocinque (1958)
- 3 straniere a Roma, regia di Claudio Gora (1958)
- Ciao, ciao bambina! (Piove), regia di Sergio Grieco (1959)
- La cento chilometri, regia di Giulio Petroni (1959)
- Tutti innamorati, regia di Giuseppe Orlandini (1959)
- Il vedovo, regia di Dino Risi (1959)
- I tartassati, regia di Steno (1959)
- Madri pericolose, regia di Domenico Paolella (1960)
- Il vigile, regia di Luigi Zampa (1960)
- Gastone, regia di Mario Bonnard (1960)
- Il mattatore, regia di Dino Risi (1960)
- Desideri proibiti, regia di Jean Valère (1961)
- Sua Eccellenza si fermò a mangiare, regia di Mario Mattoli (1961)
- Che gioia vivere, regia di René Clément (1961)
- Le mogli degli altri, regia di Robert Lamoureaux (1961)
- Totò di notte n. 1, regia di Mario Amendola (1962)

## Varietà teatrale
- Hai fatto un affare, commedia di Aldo Fabrizi, Marcello Marchesi e Mario Mattoli, regia di Mario Mattoli, Compagnia di Prosa Teatro Nostro, prima al Teatro Salone Margherita di Roma il 14 settembre 1944.
- Pirulì Pirulì... non andrà sempre così, di Garinei e Giovannini, 1945.

## Prosa televisiva
- Gavino e Sigismondo, di Cesare Giulio Viola, regia di Silverio Blasi, trasmessa il 9 aprile 1954.